# 大橋一三
大橋 一三（おおはし いちぞう、1966年2月25日 - ）は、大阪府出身の俳優である。

## 来歴・人物
演劇集団 円の演劇研究所出身。中学校一級、高校二級、保険体育教育免許を持つ。柔道初段。

## 出演作品

### テレビドラマ
- 山村美紗サスペンス 赤い霊柩車 (1992年)
- 御家人斬九郎 （1995年〜2002年） - 梅吉 役
- ルーズヴェルト・ゲーム (2014年) - 松崎（青島製作所／野球部員コーチ）役

### 映画
- EDEN (2012年) - 蘭丸 役
- モリのいる場所 (2018年)
- 模倣犯 (2002年) - バーのウエイター 役
- 刑務所の中 (2002年) - 計算工 山本 役
- キツツキと雨 (2022年)

### 舞台
- 劇音楽 オルケスタ・リブレ plays 三文オペラ (2014年)
- 舞台 青の祓魔師 (2014年) - 勝呂達磨 役